# Muntura altazimutal

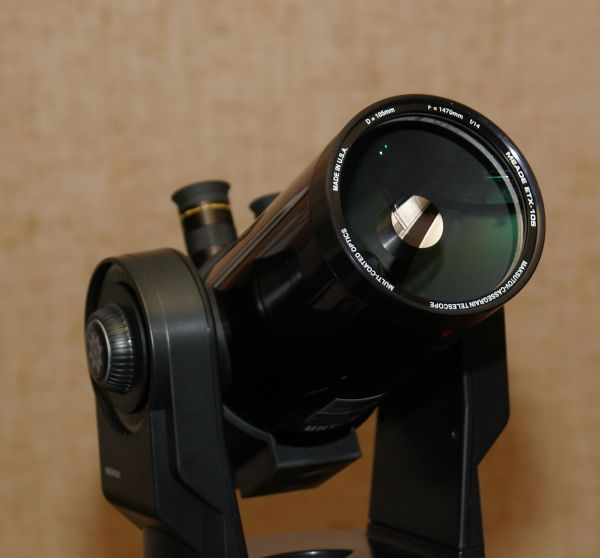
Un telescopi Maksutov amateur amb muntura altazimutal electrònica

Una muntura altazimutal és un suport usat per moure un telescopi o una càmera fotogràfica al llarg de dos eixos perpendiculars de moviment (horitzontal i vertical). Aquests moviments ses mesuren amb relació a l'observador (que té posició 0 º Azimut, 0 º alçada).
Al moviment horitzontal se l'anomena Azimut i es mesura graus (de 0 º a 360°) eix X (en el pla cartesià). Al moviment vertical se l'anomena altura o elevació, i és el moviment imaginari que descriu un cercle de 360° i que creua l'eix Y sent projectat a l'eix Z.
Azimut = 270º20'13"
Altitud= 45º12'3"
A diferència de la muntura equatorial aquests dos eixos són l'azimut en l'horitzontal i l'altura en la vertical. I la principal diferència és que en les coordenades es refereixen i mesures des de la posició de l'observador a diferència de l'equatorial, que té les seves referències en l'equador celeste, l'eclíptica i en l'esfera celeste (projecció esfèrica del cel visible).

## Muntura altazimutal en telescopis astronòmics
Un dels principals avantatges de les muntures altazimutals en els telescopis astronòmics és la simplicitat de disseny del seu mecanisme. El principal desavantatges és la incapacitat de seguir un objecte astronòmics al cel nocturn mentre la Terra gira, cosa que poden fer les muntures equatorials.
La muntura equatorial només necessita girar sobre un sol eix, per a seguir la rotació del cel nocturn. La muntura altazimutal necessita que es girin els dos eixos a intervals diferents mitjançant microprocessadors basats en sistemes de conducció de dos eixos, per tal de traçar el moviment equatorial. Això proporciona una rotació desigual del camp de visió que també ha de ser corregida per ordinador basant-se en un sistema de contrarotació. En telescopis més petits a vegades s'usa una plataforma equatorial per afegir un tercer eix polar per solucionar aquests problemes, permetent una hora o més de moviment en la direcció de l'ascensió recta per permetre el seguiment astronòmic.